# Константин Меркушинский
Константи́н Мерку́шинский (Константин Стефанович Богоявленский) (18 мая 1896 года — 14 (27) июля 1918 года) — священник Русской православной церкви, расстрелянный в Меркушине в 1918 году и канонизированный как священномученик в 2002 году.

## Ранние годы
Константин Богоявленский родился 18 мая 1896 года в многодетной семье народного учителя Владимирской губернии Стефана Григорьевича Богоявленского и его супруги Евдокии Петровны. Стефан Богоявленский принадлежал к сословию почётных граждан. В то время, когда в семье Богоявленских родился Константин, Стефан Григорьевич служил учителем в Дербеневской народной школе. Таинство Крещения над Константином был совершено на следующий день после рождения в Покровской церкви Петропавловского погоста Ковровского уезда Владимирской губернии. Восприемниками стали его старшие брат и сестра — Виктор и Клавдия Богоявленские.
В марте 1898 года Стефан Богоявленский был рукоположён во диакона к Иоанно-Богословской церкви при духовном училище, затем служил в Свято-Духовском храме, который екатеринбуржцы называли также Малый Златоуст, а с января 1903 года — в Успенской церкви на Верх-Исетском заводе. 6 марта 1912 года Стефан Богоявленский умер от сыпного тифа, после чего его несовершеннолетние дети Константин и Мария были приняты на содержание епархиального попечительства о бедных духовного звания. Семья жила в крайней бедности — Мария Богоявленская в 1914/15 учебном году в епархиальном училище была принята на полное епархиальное содержание.
В 1906 году Константин Богоявленский поступил в Екатеринбургское духовное училище, где готовили юношей для занятия низших должностей церковного причта: псаломщиков и пономарей. Сначала учёба Константину давалась с трудом, так что он был даже оставлен на переэкзаменовку по арифметике, русскому и латинскому языкам. Сегодня трудно судить о причинах неуспеваемости мальчика: было ли виной слабое здоровье или что-то другое, известно только, что он пересдал экзамены, в дальнейшем учился хорошо и в 1911 году окончил училище по 2-му разряду.
Константин поступил в Пермскую духовную семинарию, учился хорошо (поначалу не очень), проживая в общежитии на Монастырской улице. На шестом курсе выпускников семинарии совет семинарии распределял: холостых — в псаломщики, женатых — в священники.

## В Меркушине
6 февраля 1917 года Константин Богоявленский и его однокурсник Александр Гашев были направлены на служение священником и псаломщиком в богатое село Меркушинское Верхотурского уезда Пермской губернии, где были в конце XVII века обретены мощи святого Симеона Верхотурского. 20 марта того же года в Меркушинское был назначен псаломщиком ещё один их однокурсник — Григорий Старцев.
Однако рукоположение Константина затянулось. В России произошла Февральская революция, екатеринбургский епископ Серафим (Голубятников) за поддержку царской власти был сведён с епархиальной кафедры. Нового же архиерея назначили не сразу. 21 апреля 1917 года Екатеринбургская консистория направила в Святейший синод телеграмму, в которой просила разрешить рукоположение Константина Богоявленского, назначенного епископом Серафимом, соседнему епископу «в виду крайней нужды». Неизвестно, кто рукоположил Константина — вероятнее всего, викарный епископ Челябинский Серафим (Александров), временно управлявший Екатеринбургской епархией. С 19 мая 1917 года подпись Константина стоит в метрических книгах Меркушинского, что означает — он был рукоположён и приступил к служению.
Меркушинское к 1917 году было одним из мест паломничества. Жители села занимались хлебопашеством, заготовкой и сплавом леса, охотой и ремёслами.

## Мученичество
Летом 1918 года в Меркушинской волости произошло событие, названное в советской историографии «деревянной войной» и восстанием против советской власти. До сих пор не ясно, было ли это восстание или просто крестный ход в Верхотурье, в котором в основном участвовали женщины. Выступление было подавлено. 14 (27) июля 1918 года советские карательные органы расстреляли на сельском кладбище Меркушинского Константина Богоявленского (он не возглавлял крестный ход; вероятно, и не участвовал в нём), церковного старосту и двоих крестьян, заставив их вырыть себе могилу. 17 (30) июля Богоявленский был отпет и перезахоронен в церковной ограде. Отпевание совершили священник Алексей Хлынов, диакон Феодор Алексеев и псаломщик Александр Гашев.

## Семья
- Жена — Раиса Фёдоровна Сидякова (родилась 1 июня 1895 года в Перми), брак заключён 12 апреля 1917 года. Раиса Сидякова была дочерью происходивших из Тульской губернии крестьянина и работника свечного завода Фёдора Васильевича и Домники Ивановны Сидяковых. Семья Сидяковых жила в доме при Рождество-Богородицкой церкви[2];
- Отец — диакон Стефан Григорьевич Богоявленский, почётный гражданин, народный учитель (родился около 1855 года — умер 6 марта 1912 года[2]);
- Мать — Евдокия Петровна[2];
- Брат Дмитрий (родился 14 сентября 1878 года) — кандидат богословия, помощник инспектора Пермской семинарии.
- Сестра Татьяна (родилась 1 марта 1880 года)
- Брат Николай (родился 5 июня 1882 года)
- Брат Иоанн (25 октября 1883 года — около 1937 года) — выпускник Пермской семинарии, священник, после 1917 года находился в обновленческом и григорианском расколах. В 1931 году приговорён по статьям 58-10 и 121 Уголовного кодекса РСФСР к 5 годам исправительно-трудовых лагерей, в 1937 году арестован вновь и расстрелян.
- Брат Виктор (родился 8 ноября 1885 года) — крестный Константина, псаломщик.
- Сестра Клавдия (родилась 29 октября 1888 года) — крестная Константина.
- Брат Аркадий (родился 17 января 1891 года) — священник, в 1916 году поступил в Духовную академию.
- Брат Сергий (родился 1 октября 1893 года)
- Сестра Мария (родилась 6 марта 1898 года)— в 1915 году окончила епархиальное женское училище.

## Обретение мощей и канонизация
В 1930-е годы все храмы Меркушина были закрыты и разрушены. В 1997 году в Меркушине было создано подворье екатеринбургского Ново-Тихвинского женского монастыря. При восстановлении обнаружили мощи священномученика Константина Меркушинского, которые были помещены в Михайло-Архангельский храм. Мощи были обнаружены 31 мая 2002 года. Для опознания тела были приглашены эксперты: начальник областного бюро судебно-медицинской экспертизы Н. И. Неволин и заведующий медико-криминалистическим отделением бюро А. В. Никитин. Личность святого удалось установить только в результате данных экспертиз и работы с архивными документами.
Члены комиссии по канонизации отметили, что хоронили поспешно:
- Гроб был зарыт неглубоко (на 50 см);
- Не была обнаружена обувь (ее могли снять перед расстрелом);
- Чужой гроб (голова соприкасалась с верхней стенкой, а ноги так плотно прилегали к нижней, будто были в нее вдавлены);
- Вместо мелкой стружки, которую принято обычно насыпать в гроб, лежала очень крупная, а под головой вместо подушечки находились два березовых веника;
- Полы фелони обильно закапаны свечой (вероятно, погребение совершалось в темноте);
- Облачение священника было составлено из разных комплектов — всё оно было жёлтым, но узор на поручах был другого рисунка, чем на фелони, и без серебряных нитей; воздух на голове иерея был из красного бархата.

## Прославление
26 сентября 2006 года был освящен храм во имя священномученика Константина Меркушинского. Это храм-баптистерий, предназначенный для принятия Крещения. В нем установлена каменная двухметровая купель для крещения взрослых по примеру храмов-баптистериев, существовавших при Константине Великом. При этом крещение в храме совершают бесплатно.
Феномен нетленных мощей является уникальным и очень редким, он указывает на особую святость человека. Рядом с захоронением отца Константина были найдены и захоронения других людей, но в гробах лежали только кости.

## Чудеса на могиле Константина Меркушинского
На Свято-Симеоновском подворье в селе Меркушино ведется запись чудес по молитвам к священномученику Константину Богоявленскому. Вот некоторые из этих чудес.
Даниил Алексеевич, Екатеринбург, воспитанник второго класса Екатеринбургской духовной семинарии сообщил следующее. Он родился и вырос недалеко от Перми в городе Краснокамске, а про отца Константина узнал еще на начальных этапах своего воцерковления, когда занимался изучением местной церковной истории. Рассказ о том, как в Меркушино был убит двадцатидвухлетний священник, поразил будущего семинариста до глубины души. По прочтении жития этого священномученика Даниил испытал одновременно чувство восхищения и трепет. У него появилось желание побывать в Меркушино и поклониться мощам святого.
В августе 2012 года юноша туда приехал. Ему тогда было пятнадцать лет, он только что окончил девятый класс и не знал, какой путь избрать: служить ли в Церкви или стать историком. О том, что произошло далее, написал сам Даниил: «Придя к мощам отца Константина, я просто рассказал ему обо всех своих проблемах, аргументировав это тем, что у нас с ним в общем-то разница в возрасте небольшая и уж он точно сможет меня понять. Рассказал ему еще и про свои мысли насчет Пермской семинарии. И вот в этот момент я как-то вдруг услышал такую явную мысль о том, что в Перми, конечно, неплохо, но ты там учиться не будешь, ты переедешь в Екатеринбург. Видимо, отец Константин явно ответил на мою молитву». Через два года Даниил действительно перебрался в соседний областной центр и поступил в Екатеринбургскую духовную семинарию. Более того, его родители, ранее мало веровавшие люди, стали ходить в церковь и интересоваться духовными вопросами. Даниил имеет дома икону священномученика Константина и каждый день ему молится, однако теперь, как он сам пишет, его молитвы «носят уже характер не каких-то житейских проблем… прежде всего, это просьба о помощи в духовной жизни и о стоянии в вере в наши непростые времена». Отец Константин стал для Даниила самым любимым святым и даже «родным человеком».
Ксения Геннадьевна (Семилуки, Воронежская область) рассказала в 2006 году:

Моей невестке не разрешали рожать, но мы молились, чтобы Господь помог ей выносить ребенка. Вот и в Меркушино я заказала молебен священномученику Константину, купили наборы святого праведного Симеона и священномученика Константина. Родилась здоровая девочка — Дашенька! И у самой невестки прекратили болеть почки. Сейчас обе здоровы, беременность была не в тягость, до родов невестка пела в церковном хоре
Ирина Сергеевна, Екатеринбург в 2007 году:

В первый раз приезжала в Меркушино в 2006 году, была больна воспалением яичников, при этом заболевании беременность невозможна. После… забеременела. Прикладывалась к мощам священномученика Константина и молилась
***
Татьяна Анатольевна (Екатеринбург) рассказывала в 2008 году, что молилась у мощей священномученика Константина, испрашивая исцеления от бесплодия, и в скором времени от него разрешилась. Также по молитвам святого Константина ей был дарован второй ребенок.
Лев Михайлович, город Серов, Свердловская область, рассказывал 14 июля 2012 года:

Я был в храме Архангела Михаила в 2009 году, молился у мощей священномученика Константина. У меня было кровоизлияние в голову, и я ослеп. После молитв святому Константину у меня полностью восстановилось зрение
Надежда Александровна, деревня Зуева, поселок Голяково, Слободо-Туринский район, Свердловская область, в апреле 2013 года рассказала:

В 2008 году мне попала в руки «Областная газета», и там была статья под названием: «Не стоит село без праведника» — о расстреле в 1918 году Константина Богоявленского, священника уральского села Меркушина. В этой статье описывалось, что когда нашли останки, то сразу стало ясно, что это мощи святого, и одна женщина стала молиться, чтобы у ее подруги появился ребенок. Подруга много лет не могла родить, а после молитв этой женщины у мощей — через год родила здорового мальчика.

Моя дочь Галина также не могла родить, а с мужем они прожили семь лет. В газете была напечатана также икона священномученика Константина Богоявленского. Я вырезала из газеты эту статью вместе с иконой и стала перед этим образом молиться. И совершилось чудо. Иначе это не назовешь: 27 сентября 2012 года у моей дочери родилась дочь Софья, а у меня появилась выстраданная, вымоленная внучка. Спасибо Богу и всем святым за этот Божий дар, за это чудо